# 多德勒尔
多德勒尔（Heimito von Doderer，1896年9月5日—1966年12月23日）是奥地利小说家，作品擅长描写不同历史下的维也纳生活。他曾五次獲得諾貝爾文學獎的提名。多德勒尔最終因腸癌去世。